# Sphenomorphus incognitus
Sphenomorphus incognitus este o specie de șopârle din genul Sphenomorphus, familia Scincidae, descrisă de Thompson în anul 1912. Conform Catalogue of Life specia Sphenomorphus incognitus nu are subspecii cunoscute.